# Rewind the Film
Rewind the Film je jedenácté studiové album velšské rockové skupiny Manic Street Preachers, vydané v září 2013 u vydavatelství Columbia Records. Jeho producenty byli členové skupiny spolu s Alexem Silvou. Na albu se podílelo několik hostů, jako Cate Le Bon, Richard Hawley a Lucy Rose.

## Seznam skladeb
Všechny texty napsal Nicky Wire, hudbu složili James Dean Bradfield a Sean Moore.
| Pořadí | Název                                       | Délka |
| ------ | ------------------------------------------- | ----- |
| 1.     | This Sullen Welsh Heart                     | 4:13  |
| 2.     | Show Me the Wonder                          | 3:19  |
| 3.     | Rewind the Film                             | 6:37  |
| 4.     | Builder of Routines                         | 2:29  |
| 5.     | 4 Lonely Roads                              | 2:55  |
| 6.     | (I Miss the) Tokyo Skyline                  | 3:47  |
| 7.     | Anthem for a Lost Cause                     | 3:53  |
| 8.     | As Holy as the Soil (That Buries Your Skin) | 3:21  |
| 9.     | 3 Ways to See Despair                       | 3:17  |
| 10.    | Running Out of Fantasy                      | 4:10  |
| 11.    | Manorbier                                   | 4:32  |
| 12.    | 30-Year War                                 | 5:08  |

## Obsazení
Manic Street Preachers
- James Dean Bradfield – zpěv, kytara
- Nicky Wire – baskytara, zpěv
- Sean Moore – bicí

Ostatní
- Cate Le Bon – zpěv v „4 Lonely Roads“
- Richard Hawley – zpěv v „Rewind the Film“
- Lucy Rose – zpěv v „This Sullen Welsh Heart“